# 中区 (大田広域市)

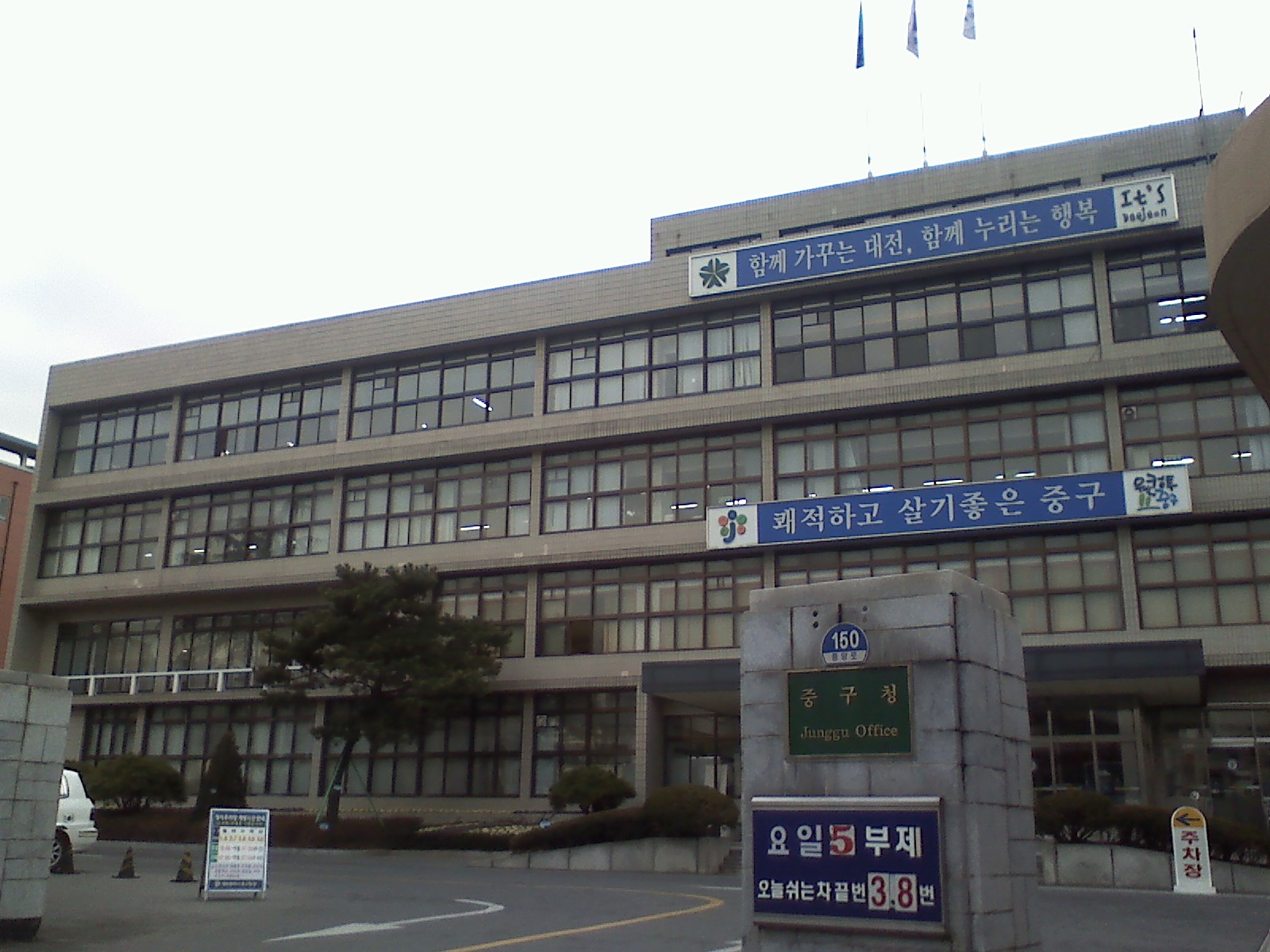
中区庁

中区（チュンく）は、大韓民国大田広域市南東部に位置する区である。

## 歴史
- 1971年7月1日 - 大田市中部支所、西部支所が設置される。
- 1977年9月1日 - 忠清南道大田市中部支所・西部支所が統合して、中区が設置される。
- 1983年2月15日 - 大徳郡儒城邑および九則面・炭洞面・杞城面・鎮岑面の各一部を編入。
- 1987年 - 大徳郡鎮岑面の一部を編入。
- 1988年1月1日 - 福守洞・安永洞・桃馬洞・正林洞・辺洞・龍汶洞・炭坊洞・三川洞・槐亭洞・佳状洞・内洞・葛馬洞・屯山洞・月坪洞・元内洞・校村洞・大井洞・龍渓洞・鶴下洞・鶏山洞・佳水院洞・道安洞・関雎洞・鳳鳴洞・九岩洞・徳明洞・元新興洞・上垈洞・伏龍洞・場垈洞・甲洞・老隠洞・智足洞・竹洞・弓洞・魚隠洞・九城洞・文旨洞・田民洞・院村洞・新城洞・柯亭洞・道龍洞・長洞・坊峴洞・花岩洞・徳津洞・下基洞が西区として分離。
- 1989年1月1日 - 忠清南道大徳郡山内面の一部を編入。

## 行政

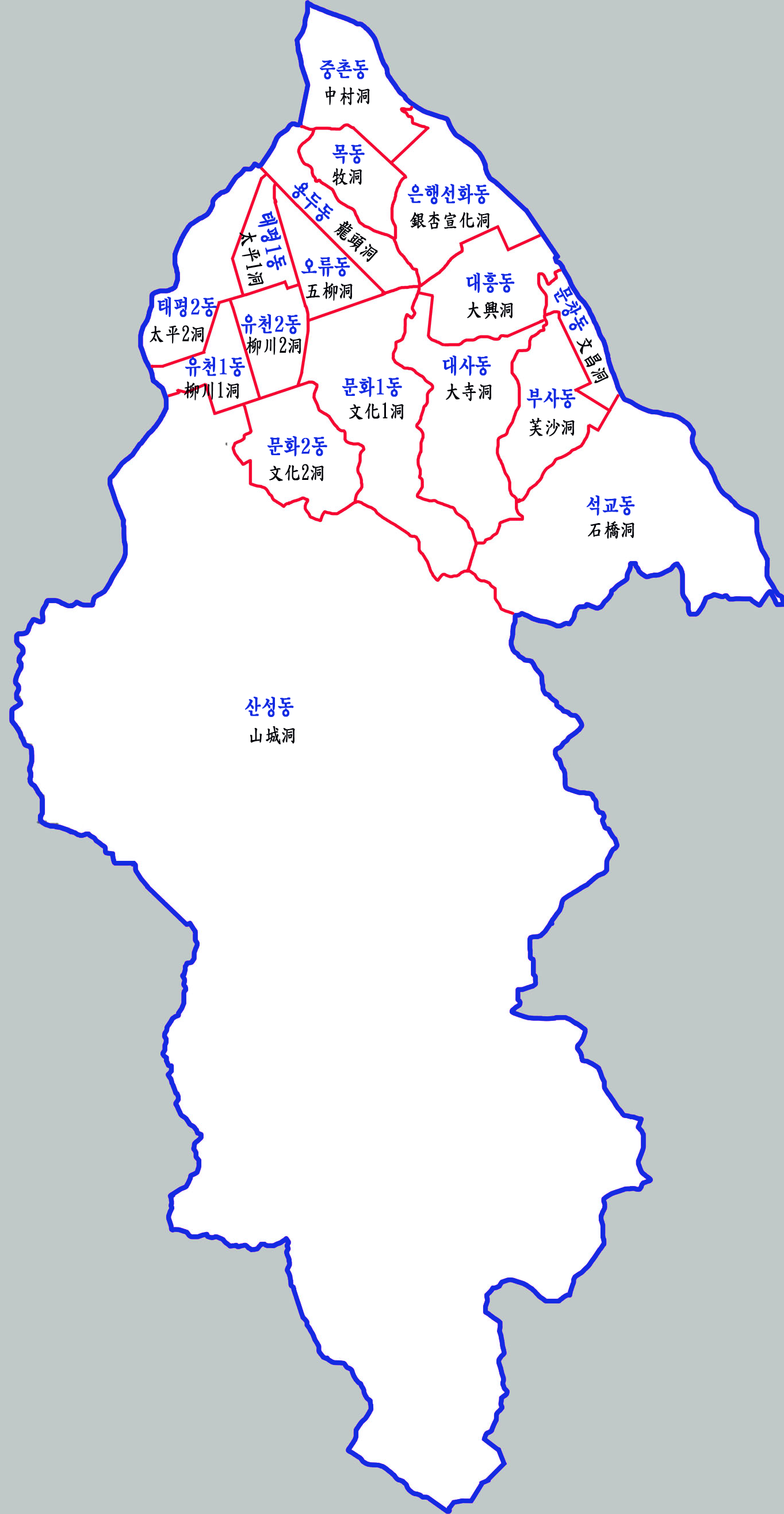
行政区域図

### 行政区画
中区は17の洞に分かれる。
| 行政洞     | 法定洞                                                                       |
| ---------- | ---------------------------------------------------------------------------- |
| 銀杏宣化洞 | 銀杏洞、宣化洞                                                               |
| 牧洞       | 牧洞                                                                         |
| 中村洞     | 中村洞                                                                       |
| 文昌洞     | 文昌洞                                                                       |
| 大興洞     | 大興洞                                                                       |
| 石橋洞     | 石橋洞、虎洞、玉渓洞                                                         |
| 大寺洞     | 大寺洞                                                                       |
| 芙沙洞     | 芙沙洞                                                                       |
| 龍頭洞     | 龍頭洞                                                                       |
| 五柳洞     | 五柳洞                                                                       |
| 太平1洞    | 太平洞                                                                       |
| 太平2洞    | 太平洞                                                                       |
| 柳川1洞    | 柳川洞                                                                       |
| 柳川2洞    | 柳川洞                                                                       |
| 文化1洞    | 文化洞                                                                       |
| 文化2洞    | 文化洞                                                                       |
| 山城洞     | 山城洞、沙亭洞、安永洞、無愁洞、旧完洞、砧山洞、木達洞、政生洞、於南洞、錦洞 |

### 警察
- 大田中部警察署

## 交通
高速道路
鉄道
- 韓国鉄道公社
  - 韓国高速鉄道 (KTX)（湖南高速線）・湖南線・大田線：西大田駅
- 大田広域市都市鉄道公社
  - 大田都市鉄道1号線：中央路駅 - 中区庁駅 - 西大田ネゴリ駅 - 五龍駅

## 教育機関

### 大学
- 大田大学校宝雲キャンパス
- 乙支大学校

### 高等学校
- 大田高等学校